# Don't Give Up (cançó de Peter Gabriel i Kate Bush)
"Don't Give Up" és una cançó escrita pel músic anglès Peter Gabriel i gravada a duet amb Kate Bush per al cinquè àlbum d'estudi en solitari de Gabriel So (1986). La versió senzilla es va publicar com a segon senzill de l'àlbum al Regne Unit el 1986 i com a cinquè senzill als EUA el 1987.
Va passar onze setmanes a la llista del Top 75 del Regne Unit el 1986, arribant al número nou. La cançó es va incloure a la gira de Gabriel's Secret World Live amb la cantant Paula Cole. El llançament en DVD d'una actuació a Itàlia el 1993 (publicat el 1994) va incloure el duet. El 2011 es va publicar un enregistrament orquestral amb Ane Brun a l'àlbum New Blood de Gabriel. El 1987, la cançó va guanyar el Premi Ivor Novello a la Millor cançó musical i lírica.

## Rerefons
La cançó es va inspirar en les fotografies de l'època de la depressió de Dorothea Lange, que mostraven els estatunidencs afectats per la pobresa en les condicions del Dust Bowl. Gabriel va veure les imatges de Lange en un llibre de 1973 titulat In This Proud Land. Va sentir que una cançó basada en això era totalment apropiada per a les difícils condicions econòmiques d'Anglaterra sota el govern de Margaret Thatcher. Va compondre lletres sobre un home l'atur que li causa estrès en la seva relació domèstica. Els versos, cantats per Gabriel, descriuen els sentiments d'aïllament, solitud i desesperació de l'home; els cors, cantats per Bush, ofereixen paraules d'esperança i ànims.
Gabriel va escriure originalment la cançó des d'un punt de referència de la música d'arrel nord-americana i es va apropar a la cantant country Dolly Parton per cantar-la amb ella. Tanmateix, Parton ho va rebutjar, de manera que la seva amiga Kate Bush va ocupar el seu lloc.
En una entrevista del 2014, Elton John va atribuir la seva sobrietat a la cançó, en particular a la lletra cantada per Bush, "Rest your head. You worry too much. It’s going to be all right. When times get rough you can fall back on us. Don’t give up" (Descansa el cap. Et preocupes massa. Tot anirà bé. Quan els temps es tornen difícils, pots recórrer a nosaltres. No et rendeixis). Afirma: "ella [Bush] va tenir un paper important en el meu renaixement. Aquest disc em va ajudar molt."

## Llistat de pistes
Totes les cançons escrites per Peter Gabriel.
| 1. | «Don't Give Up»                         | 6:30 |
| 2. | «In Your Eyes» (Special Mix)            | 7:15 |
| 3. | «This Is the Picture (Excellent Birds)» | 4:16 |

| 1. | «Don't Give Up» (LP version) | 6:30 |
| 2. | «Don't Give Up» (edit)       | 5:26 |
| 3. | «Curtains»                   | 3:35 |

| 1. | «Don't Give Up»              | 5:40 |
| 2. | «In Your Eyes» (Special Mix) | 7:15 |

## Personal
- Manu Katché – bateria, percussió
- Tony Levin – baix
- David Rhodes – guitarres
- Richard Tee – piano
- Peter Gabriel – vocalista, CMI, Prophet, Linn, piano
- Simon Clark – cors CS-80
- Kate Bush – vocalista convidada

## Vídeos
Es van crear dos vídeos per a la cançó. La primera, de Godley &amp; Creme, és una única presa de Gabriel i Bush, mentre canten, en una abraçada, mentre el sol darrere d'ells entra en un eclipsi total i torna a emergir. (Del rodatge, Gabriel va comentar: "Hi ha pitjors maneres de guanyar-se la vida.") El vídeo va ser presentat a la darrera emissió del canal Europa TV el novembre de 1986.
Un segon vídeo, dirigit pel guanyador del premi Grammy Jim Blashfield i produït per Melissa Marsland l'any 1988, presenta els rostres dels cantants superposats a la pel·lícula d'una ciutat i la seva gent en mal estat.

## Gràfics
| Gràfic (1986–1987)                           | Millor posició |
| -------------------------------------------- | -------------- |
| Alemanya Federal (Llista oficials alemanyes) | 27             |
| Austràlia (Kent Music Report)                | 5              |
| Bèlgica (Top 30)                             | 7              |
| Bèlgica (Ultratop 50 Flandes)                | 9              |
| Canadà Top Singles (RPM)                     | 40             |
| Espanya (AFYVE)                              | 13             |
| Europa (European Hot 100 Singles)            | 10             |
| Irlanda (IRMA)                               | 4              |
| Païssos Baixos (Dutch Top 40)                | 4              |
| Païssos Baixos (Single Top 100)              | 5              |
| Nova Zelanda (Recorded Music NZ)             | 16             |
| UK Singles (OCC)                             | 9              |
| US Billboard Hot 100                         | 72             |

| Gràfic (2022)     | Millor posició |
| ----------------- | -------------- |
| UK Download Chart | 48             |
| UK Sales Chart    | 49             |

| Gràfic (1987)                 | Posició |
| ----------------------------- | ------- |
| Austràlia (Kent Music Report) | 55      |
| Bèlgica (Ultratop Flanders)   | 84      |
| Països Baixos (Dutch Top 40)  | 70      |

## Altres versions

### Versió de Willie Nelson i Sinéad O'Connor
La cançó va ser interpretada com a duet entre el músic nord-americà Willie Nelson i la cantant irlandesa Sinéad O'Connor el 1993. El senzill s'inclou a l'àlbum Across the Borderline de Nelson, produït per Don Was, Paul Simon i Roy Halee. O'Connor canta les parts de Kate Bush a la cançó. En una entrevista a Los Angeles Times, Nelson va parlar del duet i de com es va fer. Ell va dir:
| « | (anglès) There was another lady, Dolly Parton, who was supposed to do that part, but she ended up being unavailable. At the rehearsal for the Dylan tribute show in New York, Don [Was] suggested Sinead. I'd heard about the controversy with the Pope, but I'd never heard her sing. Don said, 'She's excellent. It turned out that she and Peter Gabriel were friends and she already knew the song. At the concert, she was booed for the controversy. I asked her, 'Are you sure you still feel like coming in to sing tomorrow?' She said, 'Yes, I'll be there.' She came in the next day and sang her off. | (català) Hi havia una altra dama, Dolly Parton, que havia de fer aquesta part, però al final no va estar disponible. A l'assaig de l'espectacle tribut a Dylan a Nova York, Don [Was] va suggerir Sinéad. Havia sentit parlar de la polèmica amb el Papa, però mai l'havia sentit cantar. Don va dir: "És excel·lent. Resultava que ella i Peter Gabriel eren amics i ella ja coneixia la cançó. Al concert, va ser esbroncada per la polèmica. Li vaig preguntar: 'Estàs segura que encara tens ganes de venir a cantar demà?' Ella va dir: "Sí, hi seré". Va venir l'endemà i la va cantar. | » |

Es va fer un videoclip per acompanyar la cançó, amb els dos cantants. Té un to sèpia. Es va informar que els fons recaptats per les vendes del senzill eren superiors als 300.000 dòlars.

#### Llistat de pistes
1. "Don't Give Up"
2. "Don't Give Up" (Instrumental)

### Versió d'Alicia Keys i Bono
"Don't Give Up" va ser gravat per l'artista nord-americana Alicia Keys i el músic irlandès Bono. Retitulada "Don't Give Up (Africa)", la cançó va ser produïda per Keys i Steve Lillywhite. El 6 de desembre de 2005, la cançó va ser llançada com a senzill exclusivament a iTunes i Cingular Wireless va publicar una versió de to de trucada. La recaptació de l'alliberament es va destinar a l'organització benèfica Keep a Child Alive, de la qual Keys és portaveu. Keys va comentar que "M'encanta aquesta cançó. I m'encanta Bono. Respecto molt el que ha fet per l'Àfrica i com ha utilitzat la seva fama per fer el bé al món. Espero poder fer la meitat en la meva vida". Keys i Bono van interpretar la cançó en directe a l'esdeveniment benèfic de Keys, Black Ball, que recapta diners per a l'organització Keep A Child Alive. Van interpretar la cançó també a The Oprah Winfrey Show l'octubre de 2006.
L'enregistrament de la cançó va tenir lloc als Oven Studios de Long Island. Keys va parlar de la sessió de gravació a l'estudi amb Bono i Steve Lillywhite:
| « | "We were playing them the backing tracks and I don’t know if I started singing, or he did, but something started happening and we tracked it right here on the spot, that’s it, we’re done. There was a crowd in here, everybody came in from the other room because they could tell there was something going on in here". | Estàvem tocant les pistes d'acompanyament i no sé si vaig començar a cantar, o ho va fer ell, però va començar a passar alguna cosa i vam seguir al moment, ja està, ja hem acabat. Aquí hi havia molta gent, tothom va entrar de l'altra habitació perquè es notava que hi passava alguna cosa". | » |

#### Llistat de pistes
| 1. | «Don't Give Up (Africa)» | 4:27 |

#### Gràfiques
| Gràfic (2005)              | Millor posició |
| -------------------------- | -------------- |
| Billboard Pop 100 dels EUA | 79             |

### Versió de Jann Klose i Annie Haslam
Jann Klose i la vocalista i pintora renaixentista Annie Haslam van publicar la seva versió, produïda per Rave Tesar el juny de 2017. L'enregistrament compta amb Jann Klose a la guitarra acústica i la veu principal, Annie Haslam a la veu principal, John Arbo al baix, Rob Mitzner al cajó i Rave Tesar a les tecles. Els ingressos de la venda de la gravació beneficien la fundació TutuDesk de Desmond Tutu.

### Versió de Shannon Noll i Natalie Bassingthwaighte
Una versió va ser gravada per l'artista australiana Shannon Noll i l'antiga líder de Rogue Traders Natalie Bassingthwaighte. Va ser produït per Michael "fingaz" Mugisha que també va produir èxits per a Jessica Mauboy, Big Brovaz i va gravar per a la recopilació Home: Songs of Hope &amp; Journey. Va ser llançat com a senzill benèfic per a l'organització de depressió beyondblue. Va ser la cançó més afegida a la ràdio australiana durant la seva primera setmana. Va debutar al número setè de la llista australiana de singles i, en la seva segona setmana, va pujar al número dos amb una certificació de platí. La cançó també es va interpretar en directe a la cinquena temporada de Dancing with the Stars. El vídeo musical compta amb Noll i Bassingthwaighte a l'estudi gravant el senzill.

#### Gràfiques
Gràfiques setmanals
Gràfiques de cap d'any
| Gràfic (2006)    | Posició |
| ---------------- | ------- |
| Austràlia (ARIA) | 51      |

| Gràfic (2007)    | Posició |
| ---------------- | ------- |
| Austràlia (ARIA) | 54      |

#### Certificacions
| País             | Certificació | Vendes |
| ---------------- | ------------ | ------ |
| Austràlia (Aria) | Platí        | 70.000 |

### Altres en anglès
Maire Brennan i Michael McDonald van gravar una versió de gènere invertit de la cançó a l'àlbum Contemporary Christian de 1999 Streams.

### Versió de la Marató de TV3
Jaume Esquius va fer una adaptació al català per a la Marató de TV3 de 2016 amb el títol "No et rendeixis". Va ser interpretada per Ramon Mirabet, Paula Valls i l'Orquestra Camera Musicae. La cançó va ser escollida per a l'espot de La Marató d'aquell any i va tancar el disc de la marató de l'edició, que va incloure un segon disc amb motiu del 25è aniversari de La Marató de TV3.
Aquesta versió va ser interpretada al concurs Oh Happy Day de TV3 pel duo Friendship Sound, guanyador de la quarta edició, i inclòs al disc de la temporada.